# Land Animal (singolo)
Land Animal è un singolo del gruppo musicale statunitense Bent Knee, pubblicato il 18 aprile 2017 come primo estratto dall'album omonimo.

## Video musicale
Il video, reso disponibile in concomitanza con il lancio del singolo, è stato diretto da Greg Bowen ed esplora i conflitti interiori che le persone hanno mentre sopportano lo stress quotidiano e perdono la visione d'insieme di ciò che conta davvero nella vita.

## Tracce
Testi e musiche dei Bent Knee.
1. Land Animal – 5:14

## Formazione
Gruppo
- Chris Baum – violino
- Jessica Kion – basso, voce
- Ben Levin – chitarra, voce
- Courtney Swain – voce, tastiera
- Gavin Wallace-Ailsworth – batteria
- Vince Welch – sound design

Altri musicisti
- Sue Buzzard – violino
- Nathan Cohen – violino
- Nick Dinnerstein – violoncello
- Rebecca Hallowell – viola
- Christian Marrero – tromba
- Anna Stromer – viola
- Ben Swartz – violoncello
- Abby Swidler – violino

Produzione
- Vince Welch – produzione, missaggio
- Matt Beaudoin – ingegneria del suono
- Bradford Krieger – ingegneria del suono
- Chaimes Parker – ingegneria del suono
- Dave Minehan – ingegneria del suono
- Aaron Bastinelli – ingegneria del suono
- Jamie Rowe – ingegneria del suono
- Mike Sartini – ingegneria del suono
- Caitlyn Bonjiovi – assistenza tecnica
- Claire Goh – assistenza tecnica
- Brian Donnovan – assistenza tecnica
- Randy Roos – mastering